# Höftledsgrop
Höftledsgrop (latin: acetabulum) är, i människans skelett, höftbenets (os coxae) konkava ledyta. Den sitter lateralt i bäckenet (pelvis) och leder mot lårbenets (os femoris) ledkula, lårbenshuvudet (caput femoris).
Höftledsgropen är formad som en djup skål som är riktad nedåt, lateralt och framåt. Gropen sitter i mötet mellan de tre ben som höftbenet under uppväxten består av: tarmbenet (os ilium) som bildar skålens övre femtedel; sittbenet (os ischii) som bildar de bakre, nedre två femtedelarna; och blygdbenet (os pubis) som bildar de främre, nedre två femtedelarna.
I ledpannans botten finns en cirkelformad grop, fossa acetabuli, som vanligen är tunn och kan vara genomskinlig. Den är skrovlig och ledar inte på lårbenshuvudet utan lämnar istället plats åt en fettkudde, pulvinar acetabuli, som fungerar som höftledens stötdämpare.
Resten av ledskålen, facies lunata, är, som namnet antyder, halvmånformad, tjock och slät. Det är här som kroppsvikten överförs från bäckenet ned i benet. Facies lunata är täckt av tjockt hyalint brosk.
Ledskålens omges av en hög kant, limbus acetabuli, som hänger över höftleden som ett tjockt och starkt tak och utgör fäste för den ledläpp, labrum acetabulare, som vidgar ledskålen och griper tag om lårbenshuvudets "ekvator". Nedtill saknas kanten och ersätts av incisura acetabuli, gropen mellan blygdbenet och sittbenet som sträcker sig ventralt-dorsalt mellan fossa acetabuli och bäckenets kaudala hål, foramen obturatum.